# Tobi Aengenheyster

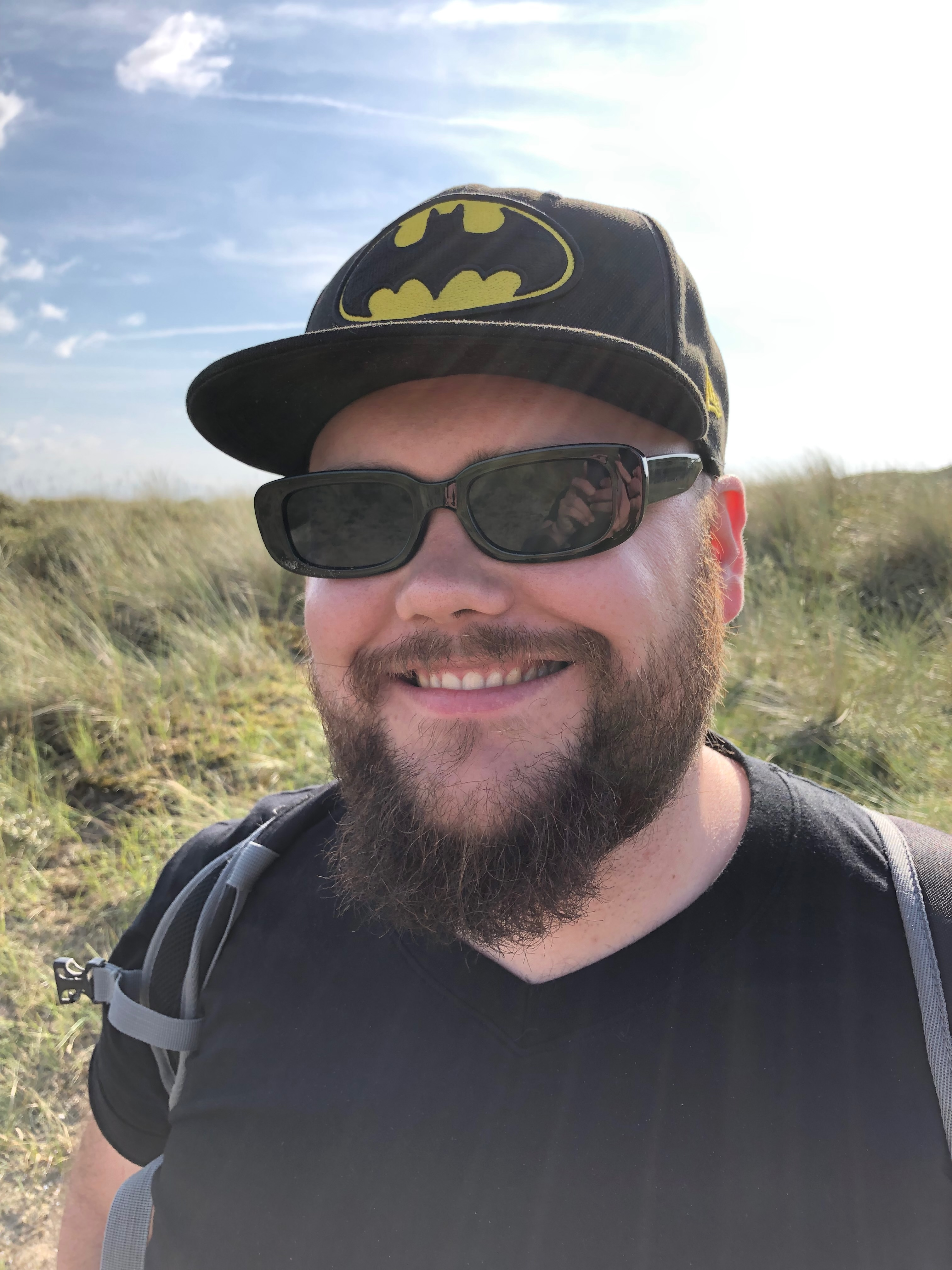
Tobi Aengenheyster in Nordwijk, Niederlande (2021)

Tobias „Tobi“ Valenta (geb. Aengenheyster) (* 1. November 1988 in Kevelaer, Kreis Kleve) ist ein deutscher Podcaster, Improvisations-Comedian und Medienschaffender aus Hamburg. Er betreibt u. a. den Podcast Kack & Sachgeschichten und ist Teil der Improvisationstheater-Gruppe Das Elbe vom Ei. Seit April 2021 ist er geschäftsführender Gesellschafter der Brainfart Entertainment GmbH.

## Leben und Ausbildung
Tobi Aengenheyster wurde in Kevelaer am Niederrhein geboren und wuchs dort bis zum Studium 2010 auf.
Er ist Alumnus des Collegium Augustinianum Gaesdonck, wo er 2009 als Schülersprecher mit dem Abitur abschloss. Bereits in seiner Schulzeit produzierte er diverse Filme und spielte Schultheater.
Nach dem Abitur zog es Aengenheyster nach Hamburg. 2010 begann er dort ein Studium an einer Medienfakultät der Hochschule Mittweida.

## Karriere
Seit 2010 arbeitet er in und für diverse Film- und TV-Produktionen, u. a. für Notruf Hafenkante.
2013 gründete er mit u. a. Fred Hilke und Claudiu-Mark Draghici zusammen die Improvisationstheater-Gruppe und Theatersport-Mannschaft Das Elbe von Ei, mit der er regelmäßig im deutschsprachigen Raum, insbesondere im Ernst-Deutsch-Theater als Schauspieler und Moderator auftritt.
Zusammen mit Fred Hilke und Richard Hansen (geb. Ohme) führt er seit 2021 hauptberuflich die Brainfart Entertainment GmbH, die seit 2016 mit den Kack & Sachgeschichten einen der erfolgreichsten deutschen Podcasts produziert.
Seit Juni 2020 betreibt er mit Richard Hansen und Fred Hilke ebenfalls den Podcast Handvergnügen.
Im April 2025 wurde die Arbeit mit Richard Hansen beendet. Seitdem führt er die Firma mit Fred Hilke zu zweit.